# Taphozous perforatus
Taphozous perforatus (conhecido em inglês como Egyptian tomb bat, ao pé da letra, Morcego da tumba Egípcio) é uma espécie de morcego da família Emballonuridae. Pode ser encontrada no Benim, Botswana, Burkina Faso, República Democrática do Congo, Djibouti, Egipto, Etiópia, Gâmbia, Gana, Guiné-Bissau, Índia, Irão, Quénia, Mali, Mauritânia, Níger, Nigéria, Paquistão, Arábia Saudita, Senegal, Somália, Sudão, Tanzânia, Uganda e Zimbabwe. Os seus habitats naturais são: savanas áridas.